# San Luis Obispo megye
San Luis Obispo megye az Amerikai Egyesült Államokban, azon belül Kalifornia államban található. Lakosainak száma 282 424 fő (2020. április 1.). San Luis Obispo megye Monterey, Santa Barbara, Kings és Kern megyékkel határos.

## Népesség
A megye népességének változása:
| Lakosok száma | 270 005 | 271 253 | 274 622 | 276 443 | 281 401 | 283 111 | 282 424 |
|               | 2010    | 2011    | 2012    | 2013    | 2015    | 2019    | 2020    |